# トラロメトリン
トラロメトリン(Tralomethrin)は、ピレスロイド系の殺虫剤である。
昆虫の神経細胞のナトリウムチャネルの開閉動態を修正し、刺激後にチャネルが開いている時間を伸ばすことで、神経細胞の脱分極の時間を伸長する。これにより、攣縮、麻痺、最終的には死を引き起こす。ナトリウムチャネル遺伝子に特定の変異のある昆虫は、トラロメトリンやその他の類似の殺虫剤に耐性を持つことがある。